# Gavilan
Gavilan је био преносиви рачунар фирме Gavilan који је почео да се производи у Сједињеним Америчким Државама током 1983. године.
Користио је Intel 8088 микропроцесорску јединицу а RAM меморија рачунара је имала капацитет од 32 KB (касније 64 KB) - све до 4 x 32 KB RAM модули - опциона 128 KB RAM картица.
Као оперативни систем кориштен је GOS и MS-DOS.

## Детаљни подаци
Детаљнији подаци о рачунару Gavilan су дати у табели испод.
|                       |                                                                                 |
| [ 1 ]                 |                                                                                 |
| Произвођач            |                                                                                 |
| Тип                   | преносиви рачунар                                                               |
| Меморија              | 32 (касније 64 KB) - Све до 4 x 32 RAM модули - опциона 128 RAM картица         |
| Поријекло             | Сједињене Америчке Државе                                                       |
| Година                | 1983                                                                            |
| Тастатура             | пуни помак тастера, 59-тастера са нумеричком тастатуром + 9-тастера touch panel |
| Процесор              |                                                                                 |
| Фреквенција процесора | 5                                                                               |
| RAM                   | 32 (касније 64 KB) - Све до 4 x 32 RAM модули - опциона 128 RAM картица         |
| ROM                   | 48 – оперативни систем и кориснички интерфејс                                   |
| Текст                 | 66 знакова x 8 линија                                                           |
| Графика               | непознато                                                                       |
| Боја                  | једна боја                                                                      |
| Звук                  | мали звучник                                                                    |
| Димензије             | 11,4 (ширина) x 11,4 (дубина) x 2,7 (висина) инча / 9 фунти + 4 фунти штампач   |
| Портови               |                                                                                 |
| Оперативни систем     |                                                                                 |